# 셀빅OS
셀빅OS는 2003년에 출시된 셀빅의 PDA폰용 운영체제다.

## 역사
1998년에 처음 출시했다. 그 이후로 셀빅XG, 셀빅 마이큐브 V100을 마지막으로 2003년에 단종되었다.
1. ↑  조선비즈 (2021년 4월 18일). “[정보통신] 한국형 PDA 나왔다…`셀빅' 11월 출시”. 2025년 5월 6일에 확인함.